# Antonio Cagnoli

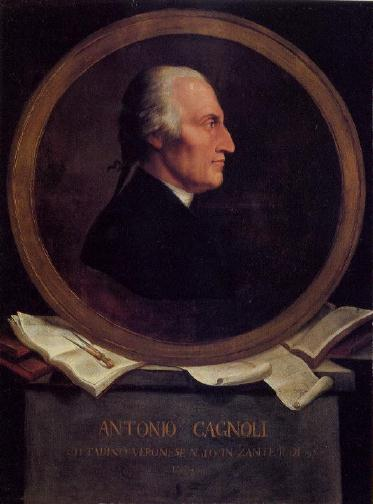
Antonio Cagnoli

Antonio Cagnoli (Zante, 29 september 1743 - Verona, 6 augustus 1816) was een Italiaanse astronoom en meteoroloog.
Cagnoli werkte aanvankelijk als diplomaat te Madrid en Parijs in dienst van Venetië en werd mede door toedoen van Lalande, die les gaf aan het 'Collège de France' in Parijs, begeesterd door de astronomie. Hij verliet de diplomatie en werkte vanaf 1788 op zijn privésterrenwacht in Verona. In 1797 werd hij directeur van de Brera sterrenwacht van Milaan en in 1802 professor in de wiskunde aan de krijgsacademie van Modena. Vanaf 1807 woonde hij terug in Verona. Naar hem is een bekende formule in de boldriehoeksmeting genoemd.
Zijn belangrijkste werken zijn de Notizie Astronomiche adatte all'uso commune een handboek over astronomie en de Trigonometria Piana e Sférica, een werk over vlakke en sferische driehoeksmeting voor de praktiserende astronoom, dat in 1804 in Bologna verscheen.
- Bibliothèque nationale de France: cb12562781s (data)
- Catàleg d'autoritats de noms i títols de Catalunya: 981058513429906706
- Gemeinsame Normdatei: 100818447
- International Standard Name Identifier: 0000 0001 0863 1606
- Library of Congress Control Number: n86870249
- Nederlandse Thesaurus van Auteursnamen: 129051632
- Istituto Centrale per il Catalogo Unico: SBLV095213
- Système universitaire de documentation: 077233204
- Virtual International Authority File: 2588997
- WorldCat: E39PBJdgRXqM9mtGcMtm6Qxbh3